# Zëri i Popullit
Zëri i Popullit (in italiano La Voce del Popolo) è un quotidiano albanese.
Dal 1942 al 1992 fu organo del Partito del Lavoro d'Albania, e dopo il crollo del socialismo nel 1992 del Partito Socialista d'Albania.

## Storia
Zëri i Popullit fu fondato il 25 agosto del 1942 come foglio clandestino della resistenza partigiana.
Nel 1944 divenne l'organo ufficiale del comitato centrale del Partito del Lavoro d'Albania e uno dei principali quotidiani dell'Albania.

Dopo il 1991 ha continuato ad essere stampato come giornale ufficiale del Partito Socialista d'Albania.
L'ultima pagina del giornale viene comunemente stampata in lingua inglese.
Nel 2005 aveva una tiratura di 35 000 copie al giorno, questo lo rendeva di fatto il giornale più letto e diffuso d'Albania.

## Redattori in Capo
- Enver Hoxha
- Xhelil Gjoni
- Marash Hajati
- Namik Dokle
- Thoma Gelici
- Erion Braçe
- Eva Allushi
- Dorina Hamzallari